# NGC 466
NGC 466 este o galaxie lenticulară situată în constelația Tucanul. A fost descoperită la 3 octombrie 1836 de către John Herschel.